# Montaña de la amistad israelí-palestina

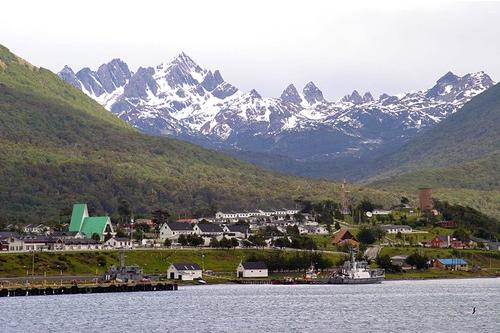
El Puerto Williams fue el punto de partida de la expedición.

La Montaña de la Amistad Israelí-Palestina es un pico de 2.770 metros de altitud cerca de la meseta de Bruce en la Antártida. 
Fue escalada en 2004 por un equipo de 8 miembros compuesto por cuatro israelíes y cuatro palestinos.

## Preparación
La expedición fue organizada por la organización Breaking the Ice. El fundador de la organización, Nathaniel Heskel, quería demostrar que los palestinos y los israelíes podían trabajar juntos a pesar de sus conflictos. Los miembros de la expedición entrenaron en Tel Aviv y en los Alpes franceses, aproximadamente dos meses antes de partir hacia la Antártida.

## Miembros del equipo

### Equipo israelí
Heskel Nathaniel en ese momento de 40 años, trabajaba como promotor inmobiliario en Alemania. Sirvió en las Fuerzas de Defensa de Israel durante 10 años. Doron Erel tenía 44 años. Uno de los mejores montañistas de Israel, fue el primer israelí en escalar el Monte Everest en 1992. Escaló las Siete Cumbres, las montañas más altas de cada uno de los siete continentes. En 1990, tomó parte en la búsqueda de sobrevivientes de una avalancha que mató a 43 escaladores en el Pico Lenin. Erel sirvió en el Sayeret Matkal, una unidad de comando de élite del ejército israelí. Sus padres fueron polacos sobrevivientes del Holocausto.
Avihu Shoshani, un abogado de 44 años, y parte de la escena política en Israel. Pasó cuatro años como un comando de élite en las Fuerzas de Defensa de Israel. Yarden Fanta, un candidato a doctorado, de 33 años. Viajó desde Etiopía a través de Sudán a Israel cuando era una analfabeta de 14 años. Pasó los primeros 12 años de su vida ayudando a su familia a cuidar vacas en una pequeña aldea etíope llamada Macha.

### Equipo palestino
Nasser Quos, un entrenador de fútbol, de 35 años. Pasó tres años en una prisión israelí por ataques hechos durante la Primera Intifada. Trabajó como guardaespaldas del representante de la OLP Jerusalén Faisal Husseini. Suleiman al-Khatib, de 32 años. Miembro del partido Fatah, había estado encarcelado en una prisión israelí durante 10 años, desde los 14 años. Mientras estuvo en prisión, estudió hebreo, inglés, literatura e historia.
Ziad Darwish, periodista de 53 años. Su hermano fue miembro de un movimiento radical palestino y fue asesinado en una incursión del ejército israelí en 1982. Su primo fue el poeta palestino Mahmoud Darwish. Olfat Haider, de 33 años, fue la única palestina en el equipo de voleibol nacional israelí. Trabajó como profesora de gimnasia.

## La expedición
La expedición partió del Puerto Williams en Chile el 1 de enero de 2004, a bordo del yate oceánico Pelagic Australis. Navegó aproximadamente 600 millas en los océanos más peligrosos, incluyendo un círculo alrededor del Cabo de Hornos, pasando por los Rugientes Cuarentas.

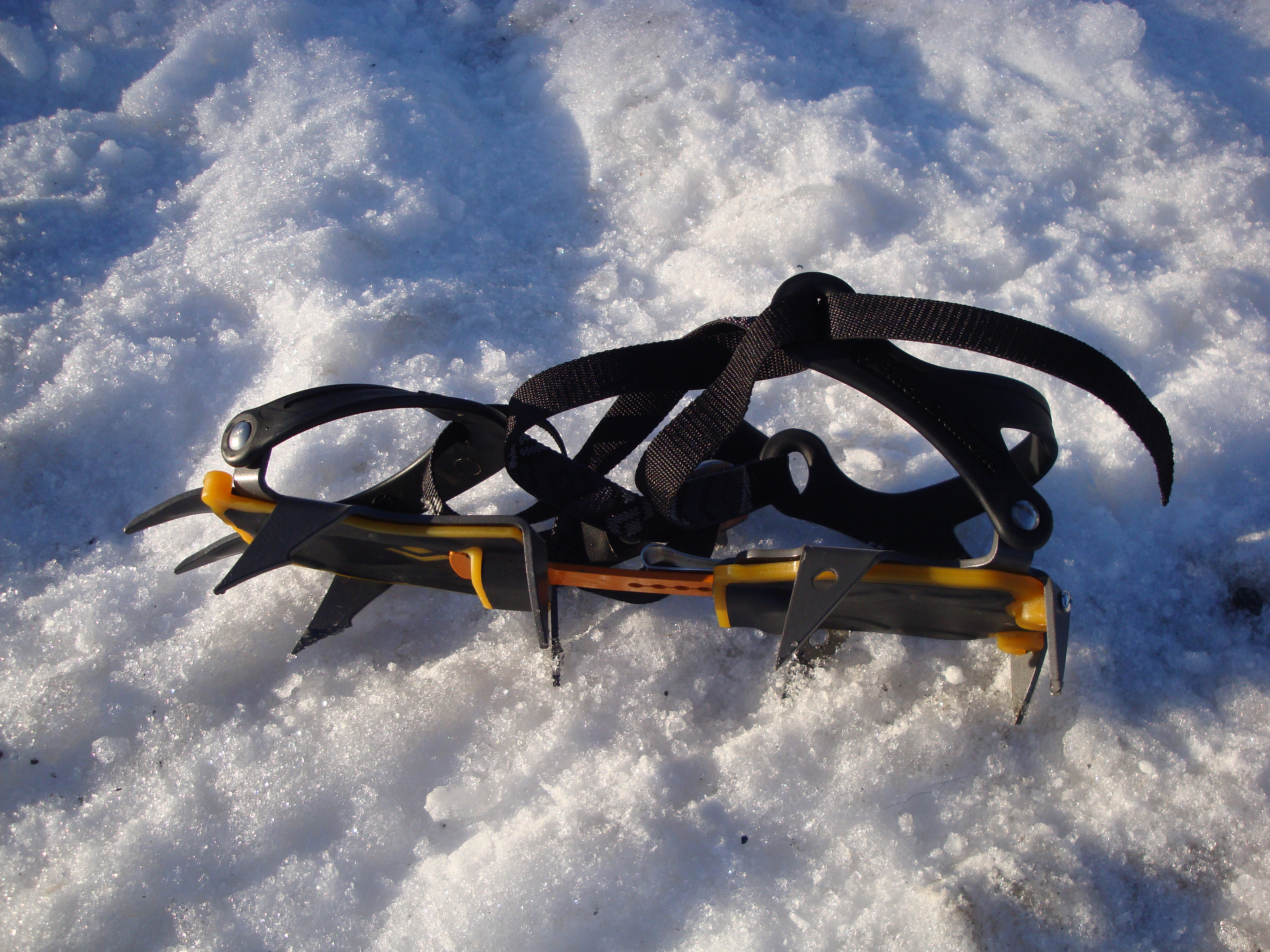
Crampones, elementos especiales usados para caminar en la nieve.

Cuando llegaron a la Antártida, el equipo realizó una caminata de una semana hasta llegar al pie de la montaña. Con un viento fuerte y baja visibilidad, en terreno con muchas grietas, comenzaron su ascenso. Unidos en grupos mixtos de cuatro, usando crampones atados a sus botas y hachas de hielo en sus manos, los israelíes y los palestinos se responsabilizaron de las vidas de los demás. Al subir por un glaciar, llegaron a la cima a las cuatro de la tarde del 16 de enero de 2004.
Al anunciar su llegada a la cima, se emitió el siguiente comunicado:

Nosotros, los miembros de Breaking the Ice, la expedición israelí-palestina a la Antártida, que hemos llegado a la conclusión de un largo viaje por tierra y mar desde nuestros hogares en Oriente Medio hasta los confines meridionales de la Tierra, ahora estamos sobre esta montaña sin nombre. Al llegar a su cumbre, hemos demostrado que los palestinos y los israelíes pueden cooperar entre sí con respeto y confianza mutuos. A pesar de las profundas diferencias que existen entre nosotros, hemos demostrado que podemos mantener un diálogo sincero y significativo. Nos unimos para rechazar el uso de la violencia en la solución de nuestros problemas y declaramos que nuestros pueblos pueden y merecen vivir juntos en paz y amistad. En la expresión de estas creencias y deseos, denominamos a esta montaña La Montaña de la Amistad Israelí-Palestina.
Equipo de Amistad Israelí-Palestina